# Safrol
Safrol ist ein Phenylpropanoid mit anisartigem Geruch.

## Vorkommen

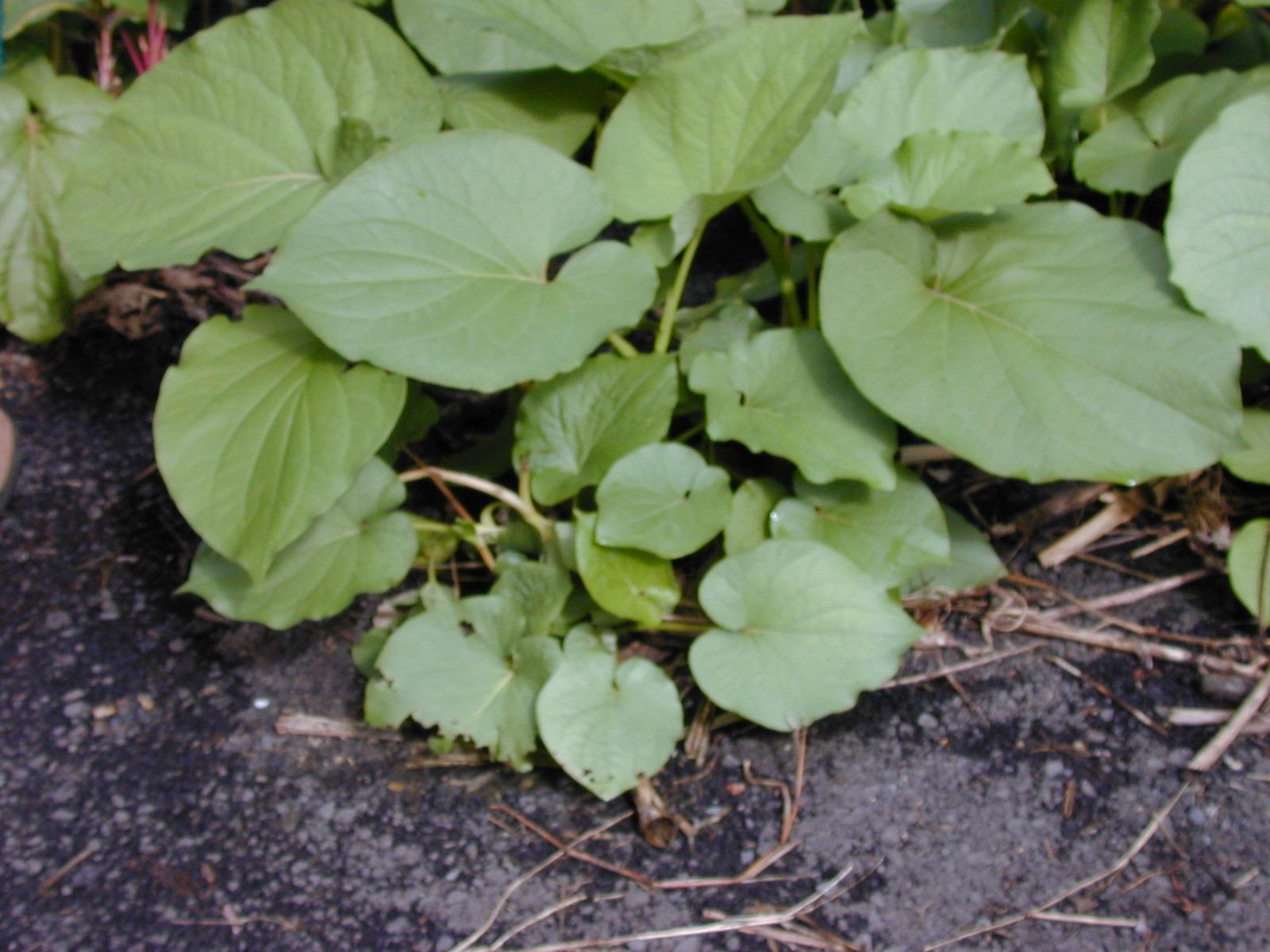
Makulan (Piper auritum)

Safrol kommt in manchen, vor allem tropischen, Pflanzen vor. Es ist der Hauptbestandteil einiger ätherischer Öle; so bildet es etwa im nordamerikanischen Sassafrasöl vom Sassafrasbaum (Sassafras albidum) bis zu 90 % der flüchtigen Fraktion. Andere safrolreiche Pflanzen sind das mittelamerikanische Pfeffergewächs Makulan (Piper auritum) und Ocotea odorifera, Ocotea sassafras, Ocotea cymbarum sowie Nectandra sanguinea aus der Familie der Lorbeergewächse oder Cinnamomum-Arten aus Asien. Die bedeutendste Quelle ist der in Asien heimische Kampferbaum, dessen Wurzelöl hauptsächlich Safrol liefert. In kleineren Mengen kommt Safrol in einer großen Anzahl von Pflanzen vor, z. B. in Bananen, Sternanis, schwarzem Pfeffer oder in Muskatnüssen.
Die industrielle Gewinnung erfolgt über Wasserdampfdestillation des Wurzelholzes des Sassafrasbaums.

## Analytik
Zur qualitativen und quantitativen Bestimmung des Safrols kann nach angemessener Probenvorbereitung die Kopplung von Gaschromatographie und Massenspektrometrie eingesetzt werden.
Auch die Kopplung von HPLC und Massenspektrometrie kommt zum Einsatz.

## Verwendung
Safrol wird als Ausgangssubstanz für die Synthese des Insektizid-Synergisten Piperonylbutoxid verwendet. Wegen seines angenehmen Geruchs wurden safrolhaltige Pflanzenextrakte früher sowohl in der Nahrungsmittelzubereitung als auch in der Parfümerie oder als Öl für Duftlampen verwendet. So verdankte ihm das US-amerikanische Root Beer seinen typischen Geschmack.

## Toxikologie und gesetzliche Regelungen
Safrol ist von erheblicher Giftigkeit für Leber und Niere und steht darüber hinaus im Verdacht krebserregender Wirkung. Im Juni 2001 gab das Bundesinstitut für gesundheitlichen Verbraucherschutz und Veterinärmedizin eine Stellungnahme zur gesundheitlichen Bewertung von Safrol heraus.
In der EU ist Zugabe von Safrol zu Lebensmitteln gemäß Anhang III der Verordnung (EG) Nr. 1334/2008 verboten. Zudem sind die Gehalte bei der Zugabe von natürlichen Aromen für bestimmte Lebensmittel eingeschränkt: Fleischzubereitungen und -erzeugnisse, sowie Fischzubereitungen und -erzeugnisse dürfen höchstens 15 mg/kg, Suppen und Soßen maximal 25 mg/kg und alkoholfreie Getränke maximal 1 mg/kg enthalten. Die Verwendung von Safrol in Tabakprodukten ist in Deutschland durch die deutsche Tabakverordnung verboten.
Da es auch als Grundstoff für die Synthese von MDMA („Ecstasy“), MDA und MDEA („Eve“) dienen könnte, sind Herstellung, Erwerb, Abgabe o. ä. ohne Genehmigung in der Europäischen Union mittlerweile verboten und werden strafrechtlich verfolgt. Dasselbe gilt für Sassafrasöl.